# 常磐松町
常磐松町（ときわまつちょう）は、かつて東京都渋谷区にあった町名である。現在の東1丁目、東4丁目、渋谷4丁目、広尾3丁目にまたがる。

## 概要
1928年（昭和3年）に設置された。旧地名である東京府豊多摩郡渋谷町大字下渋谷字常磐松に由来する。
常磐松の地名の由来は、古くからのこの地に「千両の値打ちが付くほどの銘木」と賞賛されていた松の古木、「常磐松」があったことによる。もとの漢字表記は「常盤」であったが、「皿は割れるから」と、「常磐」と改められた。
この一帯には幕末、薩摩藩島津家の地所であり、これが明治時代以降、1912年（明治45年）頃まで皇室の「御料乳牛場」となっていた。大正時代の始め頃までの地形図によれば、「御料乳牛場」は現在の常陸宮邸から青山学院初等部にかけて所在し、ここでとれる牛乳は皇室に献上されていた。
1966年（昭和41年）4月1日の住居表示実施・町名変更により、一部の道路敷を除いて東と渋谷に分割され事実上消滅した（残余部は同年7月1日に広尾3丁目に吸収）。新町名が「東」という記号的なものになったのは、新町名を巡って常磐松町と氷川町（渋谷氷川神社に由来する）の住民が対立したため、やはり両町と合併することになっていた恵比寿東から「恵比寿」を抜いた妥協案を採用したためである。現在、常磐松の地名は、かつての町域に建つビルやマンションの名称などに冠されているのがみられるほか、渋谷区立常磐松小学校の名前に残っている。

## 常陸宮邸

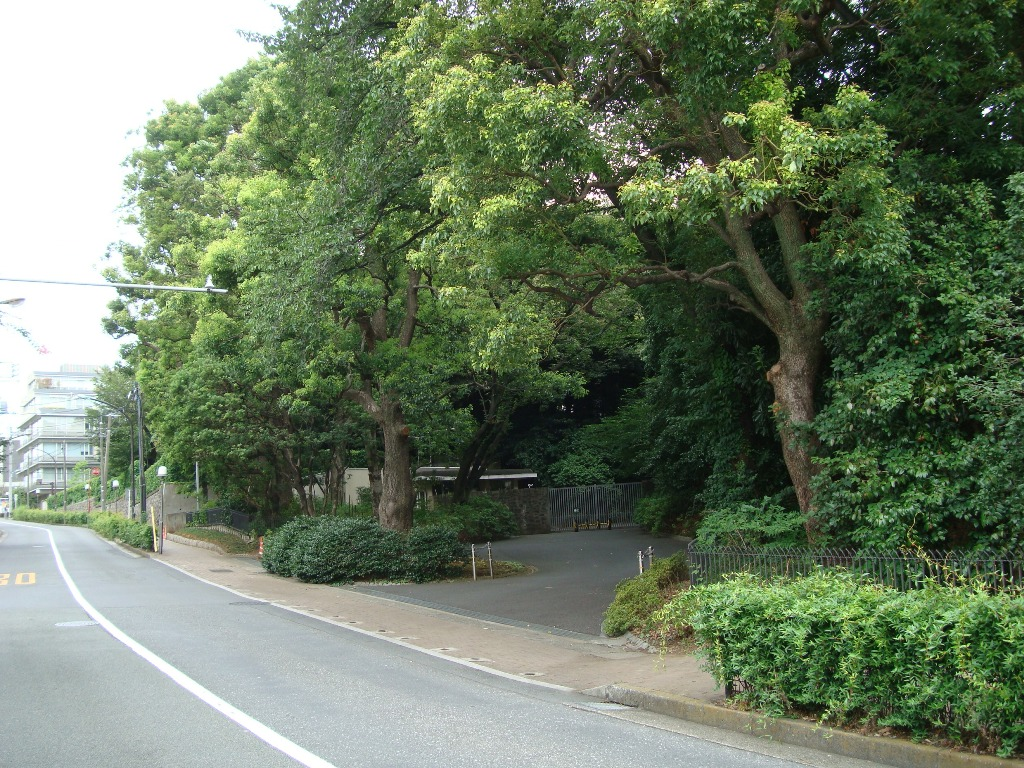
常陸宮邸（常盤松御用邸）の杜

1964年（昭和39年）正仁親王が常陸宮家を創設するにあたり、宮邸は常磐松町の常盤松御殿（旧東伏見宮邸）に定められた。常盤松御殿はそれまで、正仁親王の兄である皇太子明仁親王（の東宮仮御所だった。

## 常磐松に存在した諸学校
東京農業大学の前身である大日本農会附属私立東京農学校は1898年（明治31年）10月に常磐松御料地に移転・開校（常磐松校舎）した。1945年（昭和20年）5月25日にアメリカ軍による東京大空襲により大部分を焼失。戦後は校地を青山学院に売却して世田谷に移転した。青山学院は現在も当地に校舎を設置している。
國學院大學とその母体である皇典講究所は、1923年（大正12年）に麹町区飯田町（現・千代田区飯田橋）から、常磐松御料地（のちの常磐松町、常磐松校地）及び道路を挟んで隣接する氷川裏御料地（のちの若木町、若木校地）へ移転し、現在まで当地に設置されている。
実践女子学園の前身となる実践女学校・女子工芸学校は1903年（明治36年）常磐松御料地（渋谷校地）に移転した。実践女子大学・実践女子大学短期大学部は1986年（昭和61年）に都下日野市に移転したが、実践女子学園中学校高等学校は現在も当地に設置されている。2014年（平成26年）、大学の文学部、人間社会学部と実践女子大学短期大学部が渋谷に移転。また大学・短期大学部で毎年10月（渋谷キャンパス）、11月（日野キャンパス）に開祭される学園祭は現在も「常磐祭」と称されている。
トキワ松学園は1916年（大正5年）、常磐松女学校として常磐松1番地に設立された。東京大空襲を受けて校舎を焼失、1948年（昭和23年）に目黒・碑文谷に移転した。

## 常磐松
常磐松町の由来となった松の木は、大正期の地形図によれば現在の高松宮邸内の御用地にあった。この松は見事な枝振りの老木で、その由来には源義朝の側室・常磐御前が植えたという説と、世田谷城主・吉良頼康の側室・常盤が植えたという説の二説があった。
その松は東京大空襲の被害を受けて焼失、戦後は新たな松に植え替えられ、現在の渋谷区渋谷区東4-4-9にある薩摩藩士によって建てられた「常磐松の碑」の傍らに新たに存在する。
東京農業大学のスクールカラーは「松葉緑（まつばみどり）」と呼ばれる緑色であるが、これは常磐松の緑色に由来する。また、同大学の応援歌「青山ほとり」（通称、大根踊り）の歌い出しは、“青山ほとり常盤松”である。

## 常磐松に縁のある人物
江戸時代後期の儒者の松崎慊堂は当地に住んでいた。場所は白根記念渋谷区郷土博物館・文学館の所在地で、渋谷区教育委員会による「松崎慊堂宅地跡」の案内板がある。
江戸時代末期、天璋院篤姫は、将軍徳川家定への輿入れのために国元から出府した際、生活していた三田の薩摩藩上屋敷が安政大地震で被災したため、当地に所在した渋谷の下屋敷に居住して輿入れした。
戦前、玄洋社の頭山満の屋敷や、公族の李鍵（桃山虔一）と佳子（松平佳子）夫妻の大邸宅があった。
作家志賀直哉は1955年（昭和30年）から死去した1971年（昭和46年）まで当地に暮らした。なお、1945年10月の出来事を綴った戦後の代表作「灰色の月」(1946年)の最後で、語り手の「私」は山手線渋谷駅で降車するが、この時の志賀直哉の住居は常磐松町ではない。常磐松町は渋谷駅から徒歩圏内であるが、この時の志賀直哉の住居は世田谷区新町であり、乗り換えのための降車である。
作家今井達夫は慶応大学在学中、常磐松で下宿生活を送っていた。
評論家の加藤周一は常磐松町外の自宅から常磐松尋常小学校に通った。常磐松町内の通学路についての加藤の詩「さくら横ちょう」は、中田喜直、別宮貞雄、神戸孝夫がそれぞれ別の純音楽の曲をつけたことで知られる。2017年4月に「さくら横ちょう」の詩を彫んだ碑がこの通学路内に建てられた。